# Alice Boman
Alice Boman (nascida em 2 de dezembro de 1987 em Malmö, Suécia) é uma cantora e compositora sueca.

## Carreira
Alice gravou seu primeiro EP, Skisser (que significa "esboços" em sueco) em seu quarto, sem a intenção de lançá-lo publicamente. Ela tratou as gravações como demos e as enviou para um estúdio com a intenção de gravá-las profissionalmente. No entanto, ela disse que "o cara do estúdio gostou tanto [das demos] que as enviou para a Adrian Recordings, e eles quiseram lançá-las". O EP saiu pela Adrian Recordings em 22 de maio de 2013, e desde então foi relançado em edição limitada de vinil. Um EP contendo remixes das faixas "Waiting" e "Skiss 2" foi lançado digitalmente em Novembro de 2013. Os remixes foram feitos por 1987, NATTEN, Summer Heart, Kalter e PAL.
Um vídeo de "Skiss 3" foi lançado em janeiro de 2014, dirigido por Henric Claesson no Studio Pop.
Em junho de 2014, Alice lançou seu segundo EP chamado EP II. O vídeo do primeiro single, "What", foi filmado e dirigido pelo Studio Pop. O The Fader estreou o vídeo em 9 de abril de 2014.
Boman lançou seu single "Dreams" em setembro de 2017. Foi elogiado pela Billboard, The New York Times e Gorilla vs. Bear entre outros. O vídeo foi filmado em Vårhallarna, Suécia.
A música de Alice Boman já foi usada em programas de televisão como 13 Reasons Why, Suits, Paper Towns, Transparent, Trinkets Wanderlust, The Resident e Valeria .

## Discografia

### Álbuns
- Dream On (2020)

### EPs
- Skisser (2013)
- Skisser / Remixed (2013)
- EP II (2014)

### Singles
- "What" (2014)
- "Over" (2014)
- "Be Mine" (2014)
- "Be Mine" (remix de Jaakko Eino Kalevi) (2015)
- "Dreams" (2017)
- "End of Time" (2017)
- "Heartbeat" (2018)